# The Rockfords
The Rockfords è una band progetto di Seattle formata da cinque amici, i quali avevano già raggiunto il successo (anche se in maniera differente) con le rispettive band: Carrie Akre, Chris Friel e Danny Newcomb dei Goodness, Mike McCready dei Pearl Jam e Rick Friel di Jodie Watts.

## Formazione
A metà degli anni '80 la band già esisteva col nome di Shadow. Dopo alcuni show nell'area di Los Angeles, il gruppo si sciolse e i membri andarono ognuno per la propria strada. Mike McCready nel 1990 si aggregò a quelli che diverrano i Pearl Jam e otterrà un successo planetario. Chris Friel e Danny Newcomb invitavano spesso Mike McCready a suonare con loro quando i Goodness aprivano concerti per i Pearl Jam e dopo poco decisero di rifondare una band con Carrie Akre come nuovo cantante.

## Pubblicazioni
Il loro omonimo album in studio fu pubblicato dalla Epic Records, prodotto da John Goodmanson; contiene la collaborazione con Nancy Wilson degli Heart per la canzone Riverwide. Dopo alcuni show nell'area di Seattle, i membri della band tornarono ai loro gruppi di provenienza.
Nel 2003, i membri si riunirono, suonando più show assieme e scrivendo svariate canzoni; nello stesso anno McCready pubblicò un EP chiamato "Waiting", prodotto sempre da John Goodmanson, e un live, per la Kufala Recordings, chiamato Live Seattle, WA 12/13/03.